# Jan Drzewicki
Jan Drzewicki – prepozyt chełmski, kanonik sandomierski, przemyski i opatowski przed 1484 rokiem, kanonik kolegiaty św. Jerzego w Gnieźnie w 1484 roku, sekretarz kancelarii koronnej w latach 1477–1490, notariusz kancelarii koronnej w latach 1476–1490, skryba kancelarii koronnej od 1469 roku, posiadał prebendę przy zamku w Przedczu, proboszcz w Bolechowicach, ksiądz.
Był stryjem Macieja.